# Disneytoon Studios
Disneytoon Studios (DTS), ранее Disney MovieToons и Walt Disney Video Premieres — американская анимационная студия, которая создала direct-to-video и случайные театральные анимационные фильмы. Студия была подразделением Walt Disney Animation Studios, причём оба были частью The Walt Disney Studios, подразделения The Walt Disney Company. Студия снимала мультфильмы, начиная с мультфильма «Утиные истории: Заветная лампа» в 1990 году. Её последним полнометражным фильмом были «Феи: Легенда о чудовище» в 2014 году.

## История

### Disney MovieToons/Walt Disney Video Premieres

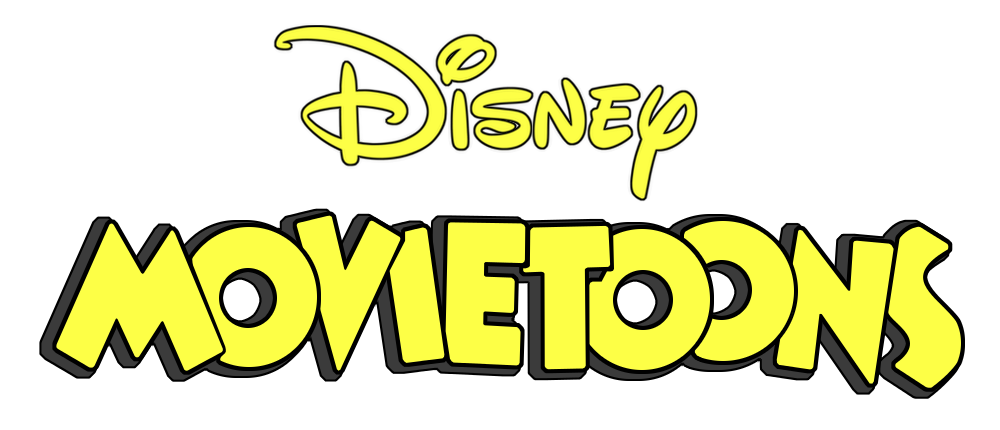
Логотип Disney MovieToons в мультфильме «Утиные истории: Заветная лампа»

Первым полнометражным мультфильмом Disney MovieToons был «Утиные истории: Заветная лампа» в 1990 году с анимацией Walt Disney Animation France. Disney Television Animation наняла режиссёра спецвыпусков Шэрон Моррилл в 1993 году.
Disney начала снимать direct-to-video-продолжения мультфильмов Walt Disney Feature Animation: первым из которых было продолжение «Аладдин» «Возвращение Джафара». Когда «Аладдин» был выбран в качестве возможного кандидата на анимационный сериал (до выхода фильма), как и во многих мультсериалах, первые три эпизода были многосерийной историей, которую Disney использовала в качестве возможного «семейного спецфильма» в пятницу вечером перед премьерой сериала. Вместо этого вступительная история была освещена для видеорелиза. Таким образом, с «Возвращением Джафара» и его успехом был начат блок direct-to-video. Затем вышло второе продолжение, «Аладдин и король разбойников», созданное при поддержке австралийского и японского анимационных подразделений.
В августе 1994 года, после ухода председателя Walt Disney Studios Джеффри Катценберга, его развлекательный бизнес был разделён на две части, и это подразделение было перемещено как часть Walt Disney Television Animation в недавно созданную Walt Disney Television and Telecommunications под руководством председателя Ричарда Фрэнка.
Моррилл отвечала за вышеупомянутый первый фильм «Аладдин», запустив Disney Video Premiere. Моррилл расширила рынок DTV, что делает его более важным для Disney, поэтому количество зарубежных студий Disney было увеличено, и она была назначена их руководителем. К ноябрю 1997 года Моррилл была назначена вице-президентом подразделения Direct-to-Video.
Группа Walt Disney Television, после ухода в сентябре 1997 года своего президента Дина Валентайна, была разделена на два подразделения: Walt Disney Television (WDT) и Walt Disney Network Television (WDNT), отчитываясь перед председателем Walt Disney Studios Джо Ротом. WDT будет возглавлять Чарльз Хиршхорн в качестве президента и будет состоять из Disney Telefilms и Walt Disney Television Animation, включая Disney MovieToons и Disney Video Premiere.
В 1997 году подразделение выпустило короткомажку под маркой WDTA, Redux Riding Hood, которая была номинирована на премию «Оскар». Последующими direct-to-video-продолжениями стали «Красавица и Чудовище: Чудесное Рождество», «Покахонтас 2: Путешествие в Новый Свет», «Король Лев 2: Гордость Симбы», «Русалочка 2: Возвращение в море» и «Золушка 2: Мечты сбываются». К апрелю 1998 года MovieToons была объединена с подразделениями direct-to-video-фильмов и сетевых телевизионных спецвыпусков, так как Моррилл была повышена до исполнительного вице-президента над своим существующим подразделением DTV-фильмов, сетевых телевизионных специальных и театральных фильмов. Эллен Герни была повышена от режиссёра DTV-фильмов, театральных фильмов и спецвыпусков до вице-президента в апреле 1999 года.

### Disneytoon Studios
В январе 2003 произошла реорганизация Disney, Disney MovieToons/Disney Video Premieres была перенесена из Walt Disney Television Animation в Walt Disney Feature Animation и в июне была переименована в Disneytoon Studios (DTS). Моррилл продолжала возглавлять отдел в качестве исполнительного вице-президента. С расколом как Disneytoon, так и Disney Television Animation выпускали direct-to-video мультфильмы.
Disney закрыла Disney Animation Japan, одну из двух оставшихся внутренних зарубежных студий, с которыми работала Disneytoon, в июне 2004 года, её последней работой стал мультфильм «Винни и Слонотоп». К марту 2005 года Моррилл была повышена до президента Disneytoon. 27 июня 2005 года, Disney объявила о закрытии Disneytoon Studios Australia в октябре 2006 года после 17 лет существования, его последним фильмом была «Золушка 3: Злые чары».
В начале 2000-х годов Disneytoon присоединилась к Disney Consumer Products (DCP) в качестве её внутреннего видеопартнёра в конгломерате Disney в разработке новых франшиз Disney, которые тогда состояли только из диснеевских принцесс и фей. В то время как DCP присматривалась к другим возможным франшизам, DTS рассматривала семь гномов для мужской франшизы, чтобы уравновесить женских фей к 2005 году.
Джон Лассетер присоединился к Disney после покупки Pixar в 2006 году и дал понять, что ему не нравятся продолжения и приквелы Disneytoon, так как он чувствовал, что они подрывают ценность оригинальных мультфильмов. После осложнений, связанных с производством «Фей», дебютного фильма франшизы DCP «Феи», это привело к обсуждениям о фокусе подразделения. Таким образом, Моррилл, президент студии, перешла на новую должность в компании. 22 июня 2007 года руководство Disneytoon Studios было передано под контроль Алана Бергмана, президента Walt Disney Studios, при участии Эда Катмулла и Лассетера. В качестве главного креативного директора Лассетер призвал отменить все будущие фильмы в производстве или разработке в Disneytoon Studios. В результате были отменены продолжения «Пиноккио», «Дамбо», «Котов-аристократов», «Цыплёнка Цыпы» и «В гости к Робинсонам». Анимация первоначальных «Фей» была отменена и перезапущена, в то время как два проекта, которые DCP сформировала как франшизные проекты, были отменены, а именно «Гномы Disney» и «Волшебные истории принцесс Диснея» после первого DVD последней. Выход «Русалочки 3» был приостановлен. Президент Disney Studios Алан Бергман стал следить за повседневной деятельностью DTS. Таким образом, DTS приостановила производство продолжений и приквелов, когда первоначально указала, что подразделение перейдёт на поддержку различных франшиз Playhouse Disney.
В январе 2008 года Мередит Робертс перешла из Walt Disney Television Animation на роль старшего вице-президента и генерального менеджера директора Disneytoon Studios. На апрельском открытии анимационной линейки Disney было объявлено, что Disneytoon Studios больше не будет снимать будущие продолжения мультфильмов Disney, а вместо этого сосредоточится на спин-оффах. Кроме того, подразделение находилось под знаменем переименованной студии Walt Disney Feature Animation, теперь называемой Walt Disney Animation Studios, во главе с Катмуллом и Лассетером.
В ноябре 2017 года Лассетер объявил, что возьмёт шестимесячный отпуск после того, как признал то, что он назвал «ошибками» в своём поведении с сотрудниками, в записке, адресованной сотрудникам Disneytoon Studios, Walt Disney Animation Studios и Pixar. Согласно The Hollywood Reporter и The Washington Post, у Лассетера была история предполагаемых сексуальных домогательств по отношению к сотрудникам.. 8 июня 2018 года было объявлено, что Лассетер покинет Disney Animation и Pixar в конце года, но до тех пор возьмёт на себя роль консультанта.
Disneytoon Studios закрылась 28 июня 2018 года, в результате чего было уволено 75 аниматоров и сотрудников. В результате третий мультфильм студии «Самолёты» о будущем авиации в космическом пространстве был удален как из расписания выходов Disney 12 апреля 2019 года, так и из разработки.
С 2019 года здание студии используется в качестве третьего здания для новых фильмов для Disney Television Animation, а Робертс получил звание нового главного исполнительного директора Disney Television Animation после ухода прошлого главного исполнительного директора Эрика Коулмана в 2019 году.

## Disneytoon Studios Australia
Disneytoon Studios Australia (в прошлом — Walt Disney Television Animation Australia) — австралийское подразделение DisneyToon и последнее собственное подразделение компании Диснея, занимавшееся традиционной анимацией.

## Список фильмов Disneytoon Studios
| №  | Название фильма на русском языке                          | Оригинальное название фильма                                | Дата первого выпуска |
| -- | --------------------------------------------------------- | ----------------------------------------------------------- | -------------------- |
| 1  | «Утиные истории: Заветная лампа»                          | DuckTales the Movie: Treasure of the Lost Lamp              | 3 августа 1990       |
| 2  | «Возвращение Джафара»                                     | The Return of Jafar                                         | 20 мая 1994          |
| 3  | «Гаргульи: Герои проснулись»                              | Gargoyles the Movie: The Heroes Awaken                      | 3 февраля 1995       |
| 4  | «Каникулы Гуфи»                                           | A Goofy Movie                                               | 7 апреля 1995        |
| 5  | «Аладдин и король разбойников»                            | Aladdin and the King of Thieves                             | 13 августа 1996      |
| 6  | «Могучие утята»                                           | Mighty Ducks the Movie: The First Face-Off                  | 8 апреля 1997        |
| 7  | «Великое путешествие Пуха: В поисках Кристофера Робина»   | Pooh’s Grand Adventure: The Search for Christopher Robin    | 5 августа 1997       |
| 8  | «Красавица и Чудовище: Чудесное Рождество»                | Beauty and the Beast: The Enchanted Christmas               | 11 ноября 1997       |
| 9  | «Волшебный мир Белль»                                     | Belle’s Magical World                                       | 17 февраля 1998      |
| 10 | «Покахонтас 2: Путешествие в новый мир»                   | Pocahontas II: Journey to a New World                       | 25 августа 1998      |
| 11 | «Король Лев 2: Гордость Симбы»                            | The Lion King II: Simba’s Pride                             | 27 октября 1998      |
| 12 | «Первый фильм Дага»                                       | Doug’s 1st Movie                                            | 26 марта 1999        |
| 13 | «Геркулес: Как стать героем»                              | Hercules: Zero to Hero                                      | 17 августа 1999      |
| 14 | «Винни-Пух: Время делать подарки»                         | Winnie the Pooh: Seasons of Giving                          | 9 ноября 1999        |
| 15 | «Микки: Однажды под Рождество»                            | Mickey’s Once Upon a Christmas                              | 7 декабря 1999       |
| 16 | «Приключения Тигрули»                                     | The Tigger Movie                                            | 11 февраля 2000      |
| 17 | «Неисправимый Гуфи»                                       | An Extremely Goofy Movie                                    | 29 февраля 2000      |
| 18 | «Базз Лайтер из звездной команды: Приключения начинаются» | Buzz Lightyear of Star Command: The Adventure Begins        | 8 августа 2000       |
| 19 | «Русалочка 2: Возвращение в море»                         | The Little Mermaid II: Return to the Sea                    | 19 сентября 2000     |
| 20 | «Каникулы: Прочь из школы»                                | Recess: School’s Out                                        | 16 февраля 2001      |
| 21 | «Леди и Бродяга 2»                                        | Lady and the Tramp II: Scamp’s Adventure                    | 27 февраля 2001      |
| 22 | «Волшебное Рождество у Микки»                             | Mickey’s Magical Christmas: Snowed in at the House of Mouse | 6 ноября 2001        |
| 23 | «Рождественские каникулы: Чудо на Третьей улице»          | Recess Christmas: Miracle on Third Street                   | 6 ноября 2001        |
| 24 | «Питер Пэн 2: Возвращение в Нетландию»                    | Return to Never Land                                        | 15 февраля 2002      |
| 25 | «Золушка 2: Мечты сбываются»                              | Cinderella II: Dreams Come True                             | 26 февраля 2002      |
| 26 | «Горбун из Нотр-Дама II»                                  | The Hunchback of Notre Dame II                              | 19 марта 2002        |
| 27 | «Тарзан и Джейн»                                          | Tarzan & Jane                                               | 23 июля 2002         |
| 28 | «Дом злодеев. Мышиный дом»                                | Mickey’s House of Villains                                  | 3 сентября 2002      |
| 29 | «Винни-Пух: Рождественский Пух»                           | Winnie the Pooh: A Very Merry Pooh Year                     | 5 ноября 2002        |
| 30 | «101 далматинец 2: Приключения Патча в Лондоне»           | 101 Dalmatians II: Patch’s London Adventure                 | 21 января 2003       |
| 31 | «Книга джунглей 2»                                        | The Jungle Book 2                                           | 14 февраля 2003      |
| 32 | «Большой фильм про Поросёнка»                             | Piglet’s Big Movie                                          | 21 марта 2003        |
| 33 | «Атлантида: Возвращение Майло»                            | Atlantis: Milo’s Return                                     | 20 мая 2003          |
| 34 | «Новые приключения Стича»                                 | Stitch! The Movie                                           | 26 августа 2003      |
| 35 | «Каникулы: Закончился пятый класс»                        | Recess: Taking the Fifth Grade                              | 9 декабря 2003       |
| 36 | «Каникулы: Все выросли»                                   | Recess: All Growed Down                                     | 9 декабря 2003       |
| 37 | «Любимец учителя»                                         | Teacher’s Pet                                               | 16 января 2004       |
| 38 | «Король Лев 3: Хакуна матата»                             | The Lion King 1½                                            | 10 февраля 2004      |
| 39 | «Винни-Пух: Весенние денёчки с малышом Ру»                | Winnie the Pooh: Springtime with Roo                        | 9 марта 2004         |
| 40 | «Три мушкетёра: Микки, Дональд и Гуфи»                    | Mickey, Donald, Goofy: The Three Musketeers                 | 17 августа 2004      |
| 41 | «Микки: И снова под Рождество»                            | Mickey’s Twice Upon a Christmas                             | 9 ноября 2004        |
| 42 | «Мулан 2»                                                 | Mulan II                                                    | 1 февраля 2005       |
| 43 | «Винни и Слонотоп»                                        | Pooh’s Heffalump Movie                                      | 11 февраля 2005      |
| 44 | «Тарзан 2»                                                | Tarzan II                                                   | 14 июня 2005         |
| 45 | «Лило и Стич 2: Большая проблема Стича»                   | Lilo & Stitch 2: Stitch Has a Glitch                        | 30 августа 2005      |
| 46 | «Винни-Пух и Слонотоп: Хэллоуин»                          | Pooh’s Heffalump Halloween Movie                            | 13 сентября 2005     |
| 47 | «Однажды в Хэллоуин»                                      | Once Upon a Halloween                                       | 27 сентября 2005     |
| 48 | «Похождения императора 2: Приключения Кронка»             | Kronk’s New Groove                                          | 13 декабря 2005      |
| 49 | «Бэмби 2»                                                 | Bambi II                                                    | 7 февраля 2006       |
| 50 | «Лерой и Стич»                                            | Leroy & Stitch                                              | 23 июня 2006         |
| 51 | «Братец медвежонок 2: Лоси в бегах»                       | Brother Bear 2                                              | 29 августа 2006      |
| 52 | «Лис и пёс 2»                                             | The Fox and the Hound 2                                     | 12 декабря 2006      |
| 53 | «Золушка 3: Злые чары»                                    | Cinderella III: A Twist in Time                             | 6 февраля 2007       |
| 54 | «Волшебные истории принцесс Диснея: Следуй за мечтой»     | Disney Princess Enchanted Tales: Follow Your Dreams         | 4 сентября 2007      |
| 55 | «Русалочка: Начало истории Ариэль»                        | The Little Mermaid: Ariel’s Beginning                       | 26 августа 2008      |
| 56 | «Феи»                                                     | Tinker Bell                                                 | 28 октября 2008      |
| 57 | «Феи: Потерянное сокровище»                               | Tinker Bell and the Lost Treasure                           | 27 октября 2009      |
| 58 | «Феи: Волшебное спасение»                                 | Tinker Bell and the Great Fairy Rescue                      | 21 сентября 2010     |
| 59 | «Турнир Долины Фей»                                       | Pixie Hollow Games                                          | 19 ноября 2011       |
| 60 | «Феи: Тайна зимнего леса»                                 | Secret of the Wings                                         | 23 октября 2012      |
| 61 | «Самолёты»                                                | Planes                                                      | 9 августа 2013       |
| 62 | «Феи: Загадка пиратского острова»                         | The Pirate Fairy                                            | 3 марта 2014         |
| 63 | «Самолёты: Огонь и вода»                                  | Planes: Fire and Rescue                                     | 18 июля 2014         |
| 64 | «Феи: Легенда о чудовище»                                 | Legend of the NeverBeast                                    | 12 декабря 2014      |